# Better Oblivion Community Center
Better Oblivion Community Center is een Amerikaans duo, dat bestaat uit de singer-songwriters Conor Oberst en Phoebe Bridgers.

## Biografie
Beide muzikanten hebben in andere bands gespeeld, voordat ze hun eerste gezamenlijke album uitbrachten. Conor Oberst is vooral bekend geworden onder de naam Bright Eyes. Phoebe Bridgers was lid van het trio Boygenius (met Lucy Dacus en Julien Baker). Ze hebben elkaar voor het eerst ontmoet in 2016 tijdens een concert in Los Angeles. Oberst heeft mee gezongen op het nummer Would you rather van Bridgers’ debuutalbum A Stranger in the Alps en Bridgers zingt mee op het album LAX van Oberst. 
De beide artiesten hebben lange tijd geheim gehouden dat ze samenwerkten aan een album. Op de avond voordat het album verscheen, hebben ze dat pas kenbaar gemaakt door op te treden in een tv-show van Stephen Colbert. Op 26 januari 2019 traden ze op in CBS This Morning, waar ze drie nummers van het album lieten horen: Dylan Thomas, Didn’t know what I was in for en My city.
Het album is opgenomen in de Fivestar studio in Los Angeles (eigendom van Jonathan Wilson) en geproduceerd door Andy Lemaster, samen met Oberst en Bridgers. Op de plaat wordt onder meer mee gespeeld door gitarist Nick Zinner (van de indierockband Yeah Yeah Yeahs), de jazzbassist Anna Butterss, drummer Carla Azar en de Dawes-leden Wylie Gelber (bas) en Griffin Goldsmith (drums).
De band heeft in het voorjaar van 2019 een uitgebreide tournee gepland door de Verenigde Staten en Europa, om hun album verder onder de aandacht te brengen. 

## Discografie

### Albums
- Better Oblivion Community Center (2019)

### Singles
- Symposium message (2019)
- Dylan Thomas (2019)